# Laura (álbum)
Laura é o segundo álbum oficial da cantora Laura Pausini. O álbum vendeu mais de 2,5 milhões de cópias em 1994, em 1995 totalizava mais de 5 milhões, segundo a Warner Music, o álbum registra 10 milhões de cópias vendidas no mundo.
Foi lançado na Itália no dia 26 de fevereiro de 1994.

## Informações do álbum
A publicação do disco coincidiu com a participação de Laura Pausini no Festival de Sanremo de 1994, na qual a cantora se apresentou na categoria Campioni, depois da vitória no ano anterior na categoria Nuove Proposte.
Laura Pausini se apresentou com a canção Strani amori e era tida como uma das grandes favoritas, porém terminou na terceira colocação.
Algumas das faixas presentes no álbum foram adaptadas para língua espanhola e inseridas no álbum Laura Pausini, lançado para o mercado hispanofônico em 1994. E as mesmas faixas foram inseridas em língua original no álbum Laura Pausini de 1995, lançado para o mercado anglófono.
Em 1996 o álbum foi premiado com o IFPI Platinum Europe Awards por suas vendas na Europa.
Ao todo o álbum vendeu 3 milhões de cópias.
A canção Ragazze che, assim como disco em si, é dedicado a Silvia Pausini, irmã da cantora.[carece de fontes?]
Para a promoção do álbum as canções lançadas como singles foram: Strani amori, Gente, Lettera, Lui non sta con te, Un amico è così e Ragazze che.

## Lista de faixas
| N.º            | Título                    | Letras                                 | Música                               | Duração |  |
| 1.             | "Gente"                   | Cheope, Marco Marati                   | Angelo Valsiglio                     | 4:34    |  |
| 2.             | "Lui non sta con te"      | Cheope, Marco Marati                   | Angelo Valsiglio, Roberto Buti       | 3:48    |  |
| 3.             | "Strani amori"            | Cheope, Marco Marati, Francesco Tanini | Angelo Valsiglio, Roberto Buti       | 4:17    |  |
| 4.             | "Ragazze che"             | Cheope, Marco Marati                   | Angelo Valsiglio, Roberto Buti       | 4:20    |  |
| 5.             | "Il coraggio che non c'è" | Cheope, Marco Marati                   | Angelo Valsiglio                     | 4:38    |  |
| 6.             | "Un amico è così"         | Cheope, Marco Marati                   | Angelo Valsiglio, Roberto Buti       | 4:06    |  |
| 7.             | "Amori infiniti"          | Cheope, Stefano Jurgens                | Angelo Valsiglio, Roberto Buti       | 3:40    |  |
| 8.             | "Cani e gatti"            | Cheope                                 | Angelo Valsiglio, Giuseppe Carella   | 5:05    |  |
| 9.             | "Anni miei"               | Cheope, Marco Marati                   | Angelo Valsiglio, Salvatore Monetti  | 4:44    |  |
| 10.            | "Lettera"                 | Cheope, Marco Marati                   | Angelo Valsiglio, Giovanni Salvatori | 3:45    |  |
| Duração total: | Duração total:            | Duração total:                         | Duração total:                       | 42:56   |  |

## Créditos
- Gianni Salvatori: arranjos, técnico de som, guitarra elétrica, guitarra acústica
- Massimo Pacciani: bateria, percussão
- Cesare Chiodo: baixo elétrico
- Stefano Allegra: baixo elétrico
- Riccardo Galardini: guitarra elétrica, guitarra acústica
- Simone Papi: piano
- Luca Signorini: saxofone
- Emanuela Cortesi:  coro
- Silvia Mezzanotte: coro
- Cristina Montanari: coro
- Leonardo Abbate: coro
- Danilo Bastoni: coro
- Gianni Salvatori: coro

## Singles e videoclips
Dos singles lançados do álbum Laura, 2 tiveram videoclips realizados:
| Título       | Data de lançamento | Diretor do vídeo  |
| ------------ | ------------------ | ----------------- |
| Strani amori | 1994               | Marco Della Fonte |
| Gente        | 1994               | Ago Panini        |

## Desempenho nas tabelas musicais
| Paradas (1994)     | Melhor posição |
| ------------------ | -------------- |
| Bélgica (Flandres) | 3              |
| Bélgica (Valônia)  | 33             |
| União Europeia     | 13             |
| Itália             | 2              |
| Países Baixos      | 1              |
| Suíça              | 4              |

| País          | Certificação |
| ------------- | ------------ |
| Brasil        | Ouro         |
| Argentina     | Platina      |
| Países Baixos | Platina      |
| Suíça         | 2× Platina   |